# Katarsis
Katarsis — литовський рок та постпанк гурт, створений у 2020 році у Вільнюсі, до складу якого увійшли Лукас Радзевічюс (вокал, гітара), Аланас Брасас (гітара), Емілія Кандратавічуте (бас) і Йокубас Андрюліс (ударні). Представники Литви на пісенному конкурсі Євробачення 2025 із піснею «Tavo akys».

## Історія
Гурт був заснований з ініціативи фронтмена Лукаса Радзевічюса й відрізнявся на вітчизняній музичній сцені композиціями з постпанковим та роковим звучанням. Katarsis стали відомими влітку 2021 завдяки сліпер-хіту «Vasarą galvoj minoras», який присвяченій літній ностальгії й був випущений у жовтні 2020 року. Пісня поступово піднімалась у Singlų Top 100, поки не досягла свого піку в десятці топу в лютому 2022 року. «Vasarą galvoj minoras» перебувала більше ніж півроку в національному топ-40 й отримала золотий сертифікат AGATA за понад 2,5 млн стримів у Литві.
Запис дебютного для Katarsis мініальбому — Dausos, що складається з п'яти треків і містить фольклорні елементи, розпочався взимку 2023 року. Альбом вийшов у травні 2024. Презентація мініальбому і концерт відбулися у LOFTAS у Вільнюсі.
У грудні 2024 року Katarsis з'явилися в списку із 45 учасників, опублікованому LRT для Eurovizija.LT 2025, литовського нацвідбору на пісенний конкурс Євробачення, з піснею «Tavo akys». Вони кваліфікувались у фінал із другим найкращим результатом у телеголосуванні у всіх півфіналах після Black Biceps з «Visaip man reik», та відразу стали фаворитами публіки, дебютувавши на 6 місці національного хіт-параду та залишаючись найпопулярнішим серед пісень-конкурсанток аж до передодня фіналу. У фіналі відбору, що відбувся 15 лютого, гурт став одним із трьох учасників із найбільшою кількістю голосів, отриманих від журі та телеголосування: таким чином вони кваліфікувалися до суперфіналу, де телеголосування визначило їх переможцями та представниками Литви на Пісенному конкурсі Євробачення 2025 у Базелі, Швейцарія. «Tavo akys» стала найпопулярнішою піснею тижня в Литві, зайнявши перше місце у Singlų Top 100. На Євробаченні гурт у фіналі посів 16 місце з 96 балами.

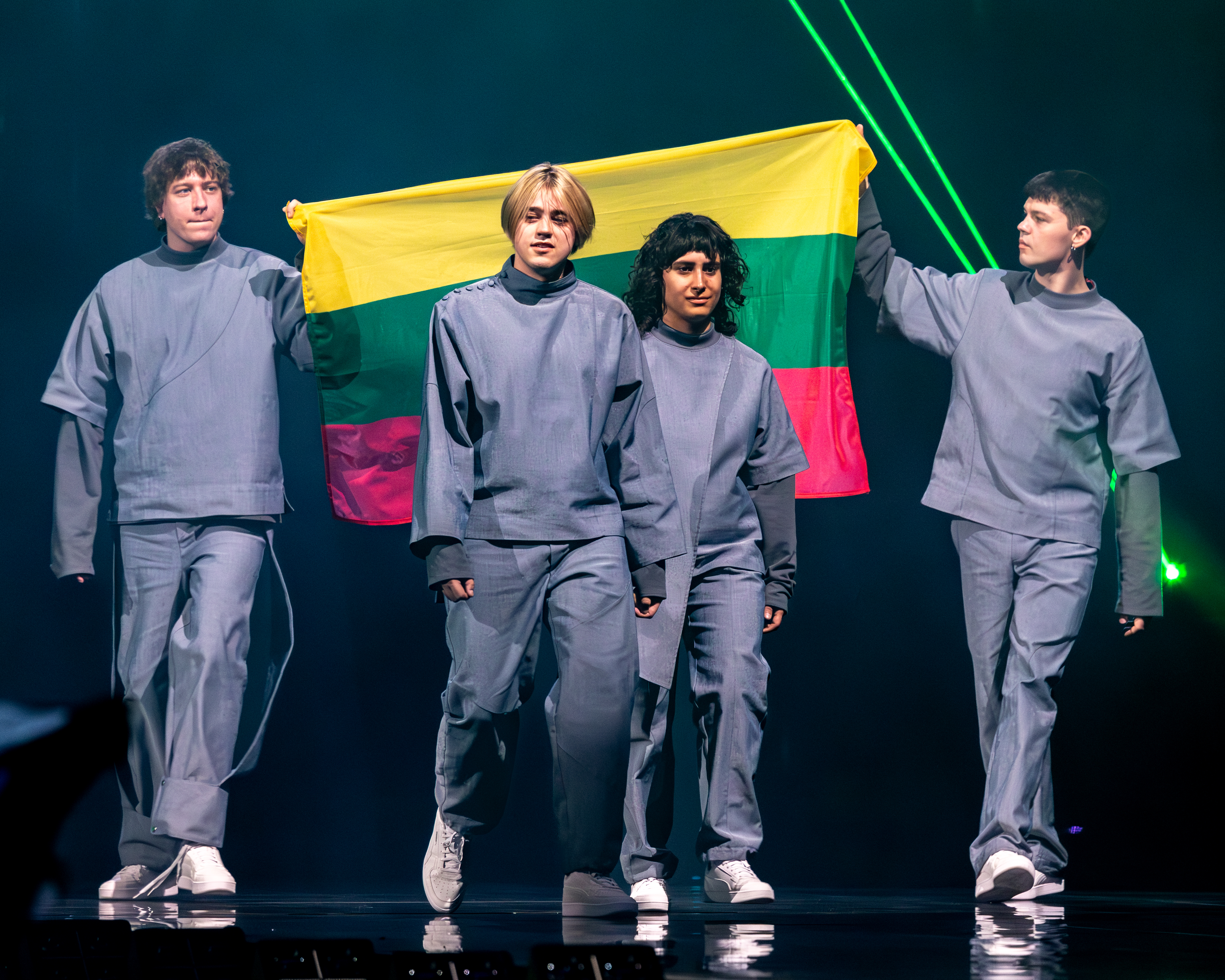
Katarsis на параді прапорів Євробачення 2025

У липні 2025 року випустили нову пісню — «Kas man be jūros», разом із відеокліпом, знятим на березі моря. Автором музики та тексту став лідер гурту Лукас Радзевічюс. Пісня вже була виконана наживо на концертах Katarsis, що відбулися у Вільнюсі, Каунасі та Паланзі в червні.

## Учасники
- Лукас Радзевічюс (лит. Lukas Radzevičius, нар. 24 листопада 2002, Клайпеда) — вокал, гітара
- Аланас Брасас (лит. Alanas Brasas, нар. 12 листопада 2001, Шяуляй) — соло-гітара
- Емілія Кандратавічуте (лит. Emilija Kandratavičiūtė, нар. 26 серпня 2002) — бас
- Йокубас Андрюліс (лит. Jokūbas Andriulis, нар. 28 березня 1999) — ударні

## Дискографія

### Мініальбоми
| Назва  | Деталі                                                                                      |
| ------ | ------------------------------------------------------------------------------------------- |
| Dausos | - Вийшов: 24 травня 2024 - Лейбл: Самореліз - Формат: Вінил, цифрове завантаження, стримінг |

### Сингли
| Назва                           | Рік  | Найвища позиція чарту | Альбом               |
| Назва                           | Рік  | LTU                   | Альбом               |
| ------------------------------- | ---- | --------------------- | -------------------- |
| «Niekas»                        | 2020 | —                     | Сингли поза альбомом |
| «Vasarą galvoj minoras»         | 2020 | 4                     | Сингли поза альбомом |
| «Spengia Galvoje»               | 2020 | —                     | Сингли поза альбомом |
| «Siluetai»                      | 2020 | —                     | Сингли поза альбомом |
| «Rasa»                          | 2022 | —                     | Сингли поза альбомом |
| «Des»                           | 2022 | —                     | Сингли поза альбомом |
| «Ėda»                           | 2023 | —                     | Сингли поза альбомом |
| «Lapų šlamesiai išblaškė miegą» | 2023 | —                     | Сингли поза альбомом |
| «Būsi»                          | 2023 | —                     | Сингли поза альбомом |
| «Praradau tave»                 | 2023 | —                     | Сингли поза альбомом |
| «Pamiršau žiūrėt į paukščius»   | 2024 | —                     | Dausos               |
| «Dingo»                         | 2024 | —                     | Сингли поза альбомом |
| «Tavo akys»                     | 2025 | 1                     | Сингли поза альбомом |
| «Balta Meilė»                   | 2025 |                       | Сингли поза альбомом |
| «Tavo Akys(Choir Version)»      | 2025 |                       | Сингли поза альбомом |
| Kas man be jūros                | 2025 |                       |                      |